# Felicissimo Stefano Tinivella
Felicissimo Stefano Tinivella OFM (* 30. August 1908 in Castagnole Piemonte, Provinz Turin, Italien; † 6. August 1978) war Erzbischof von Ancona und Numana.

## Leben
Felicissimo Stefano Tinivella trat der Ordensgemeinschaft der Franziskaner bei und empfing am 28. Februar 1931 das Sakrament der Priesterweihe.
Am 9. März 1955 ernannte ihn Papst Pius XII. zum Bischof von Diano-Teggiano. Der Erzbischof von Turin, Maurilio Kardinal Fossati OSSGCN, spendete ihm am 8. Mai desselben Jahres die Bischofsweihe; Mitkonsekratoren waren der Bischof von Pinerolo, Gaudenzio Binaschi, und der Bischof von Gerace-Locri, Pacifico Maria Luigi Perantoni OFM. Am 11. September 1961 ernannte ihn Papst Johannes XXIII. zum Titularbischof von Cana und bestellte ihn zum Koadjutorbischof von Turin. Tinivella trat am 18. September 1965 als Koadjutorbischof von Turin zurück. Zeitgleich wurde er zum Titularerzbischof von Uthina ernannt.
Am 22. Februar 1967 ernannte ihn Papst Paul VI. zum Erzbischof von Ancona und Numana. Felicissimo Stefano Tinivella trat am 6. Juli 1968 als Erzbischof von Ancona und Numana zurück und wurde zum Titularerzbischof von Bellicastrum ernannt. Am 12. Dezember 1970 verzichtete Tinivella auf das Titularbistum Bellicastrum.
Felicissimo Stefano Tinivella nahm an allen vier Sitzungsperioden des Zweiten Vatikanischen Konzils teil.